# جورج هادوك
جورج هادوك (بالإنجليزية: George Haddock)‏ هو لاعب كرة قاعدة أمريكي، ولد في 25 ديسمبر 1866 في بورتسموث في الولايات المتحدة، وتوفي في 18 أبريل 1926 في بوسطن في الولايات المتحدة.

## وصلات خارجية
- جورج هادوك على موقعبيزبول رفرنس.كوم (الدوري الرئيسي) (الإنجليزية)
- جورج هادوك على موقعبيزبول رفرنس.كوم (الدوري الثانوي) (الإنجليزية)